# Gavino Polo
Gavino Polo (Viterbo, 18 dicembre 1921 – Viterbo, 24 maggio 1989) è stato un pittore, storico dell'arte e didatta italiano.

## Biografia
Come pittore inizia a esporre opere post-impressioniste a Roma nei primi anni '50 del Novecento. Appartengono a questa fase i Giardini, pubblicati sulla rivista "La Fiera Letteraria", diretta in quegli anni da Vincenzo Cardarelli e Diego Fabbri. Seguono altri tre momenti di ricerca: Cantieri romani (1957-1964), Suggestioni di natura (1964-1970), Astrattismo (1970-1989).  Polo dedica al lavoro di artista il testo L'officina del pittore, segnalato dall'Accademia dei Lincei. Molte le mostre, in Italia e all'estero: Francia, Belgio, Olanda, Austria.
Da didatta e storico dell'arte, pubblica Il libro Garzanti dell’educazione artistica (1972). Si tratta di un innovativo testo per lo studio dell'educazione artistica nelle scuole, che segue la riforma dei programmi scolastici post-’68. Alla redazione dell'opera, partecipa per la parte iconografica Pinin Carpi. 
Come storico dell’arte, studia in particolare artisti e figure illustri viterbesi, quali il pittore Matteo Giovannetti e l’umanista e filosofo Egidio da Viterbo, oltre a monumenti della Tuscia, pubblicando articoli su “Biblioteca e Società”, “Lunario romano”, e il libro illustrato Magica Tuscia (1980; 2ª ed. 2004).